# Jozef Talášek
Jozef Talášek (* 16. listopadu 1958 Handlová) je bývalý slovenský fotbalista, záložník.

## Fotbalová kariéra
V československé lize hrál za Tatran Prešov. V československé lize nastoupil ve 156 utkáních a dal 12 gólů. Dále hrál i za Svidník a byl hrajícím trenérem Stropkova.

## Ligová bilance
| Ročník                                   | Zápasy | Góly | Klub          |
| ---------------------------------------- | ------ | ---- | ------------- |
| 1. československá fotbalová liga 1982/83 | 12     | 0    | Tatran Prešov |
| 1. československá fotbalová liga 1983/84 | 29     | 3    | Tatran Prešov |
| 1. československá fotbalová liga 1984/85 | 28     | 1    | Tatran Prešov |
| 1. československá fotbalová liga 1985/86 | 30     | 4    | Tatran Prešov |
| 1. československá fotbalová liga 1986/87 | 30     | 4    | Tatran Prešov |
| 1. československá fotbalová liga 1987/88 | 27     | 0    | Tatran Prešov |
| CELKEM                                   | 156    | 12   |               |